# Кронштедтит
Кронштедтит — мінерал, гідроксилсилікат заліза. Група каолініту-серпентину.
Відкрито і названо 1821 р. на честь шведського мінералога Акселя Фредріка Кронштедта (1722—1765).

## Загальний опис
Склад:
1. За К.Фреєм: (Fe22+,Fe3+)(SiFe3+) O5(OH)4.
2. За Є.Лазаренко: Fe42+,Fe23+[(OH)8]Si2Fe3+O10].
Густина 3,45.
Твердість 3,75.
Колір бурувато-, зеленувато- або вугільночорний.
Риса темна, оливково-чорна.
Іноді еластичний.
Зустрічається в залізорудних родовищах.
Знайдений у Чехії, Великій Британії (Корнуолл), Бразилії (штат Мінас-Жерайс). Асоціює з лімонітом та кальцитом в жилах, які містять руди срібла.